# Josip Hatze
Josip Hatze (Split, 21. ožujka 1879. – Split, 30. siječnja 1959.), hrvatski skladatelj i dirigent.

## Životopis
Josip Hatze rođen je u Splitu, na prvi dan proljeća 1879. godine u obitelji uglednog splitskog obrtnika. Tijekom školovanja upijao je tadašnja glazbena zbivanja, posebno crkvenu glazbu i napjeve na narodnome jeziku. Slučajno je otkrivena njegova iznimna muzikalnost, koju su u obitelji podržali, i omogućili mu prisustvovanje svim predstavama, onda tek otvorenog Općinskog kazališta u Splitu. Snažan doživljaj orkestralnih i zborskih nastupa u splitskom teatru, potaknuo je 16-godišnjeg Hatzea napisati Misu a Kapela na hrvatski tekst, koju je s velikim uspjehom izveo školski zbor, a preuzeli su je i zborovi drugih dalmatinskih škola.
Velik uspjeh koji je doživio 1898.g. kao devetnaestogodišnji maturanti sa svojom skladbom "Kad mladijah umrijeti" na tekst Branka Radičevića odredio je njegov životni put. Otišao je studij kompozicije 1902. godine na Konzervatoriju u Pesaru kod velikog skladatelja Pietra Mascagnia, koji ga je smatrao jednim od najboljih đaka.
Nakon završetka studija 1902.g. otišao je u Beč upoznati se sa njemačkom glazbom. Odnio je ponudu da tamo ostane i vratio se u rodni Split gdje je skladao te radio kao pedagog i zborovođa: bio je nastavnik glazbe u Srednjoj tehničkoj školi u Splitu i zborovođa tada najvećeg dalmatinskog pjevačkog zbora Hrvatskog pjevačkog društva Zvonimir 1905. – 1914. i Glazbenog pjevačkog društva Guslar 1919. – 1929. 
Tijekom Prvog svjetskog rata bio je na albanskom bojištu, daleko od doma i nije znao da mu je od španjolske gripe umrla voljena supruga Gilda, inače podrijetlom iz patricijske obitelji Marka Marulića, začetnika hrvatske književnosti.
Nakon raspada Jugoslavije 1941. godine Hatze se odmah, iako u poodmaklim godinama, opredijelio za NOP. Radio je u Pododboru intelektualaca unutar posebne sekcije glazbenika. Poslije kapitulacije Italije pristupa partizanima. Hatze je bio jedan od sudionika Konferencije kulturnih i javnih radnika Dalmacije koja je održana u Hvaru u prosincu 1943. godine.  Nakon evakuacije srednjodalmatinskih otoka Hatze odlazi sa zbjegom u El Shatt (Egipat). Tu je pod teškim uvjetima uvježbao i vodio reprezentativni mješoviti Centralni zbor jugoslavenskog zbjega. Poslije nekoliko mjeseci Zbor je imao vrlo raznolik i bogat repertoar, od stotinjak pjesama i sastava. Za vrlo kratko vrijeme zbor je postigao i zavidnu umjetničku razinu. U toku svoga djelovanja zbor je imao više 150 nastupa. Koncerte je održavao po logorima, vojnim bolnicama, u kazalištima, koncertnim dvoranama i na radiostanicama, naročito u Kairu i Aleksandriji te u ostalim većim mjestima Egipta i Srednjeg istoka. Zbor je priredio i specijalno pripremljene programe, koje su snimale savezničke informativne službe i prenosile ih preko radiostanica Velike Britanije i Sjedinjenih Američkih Država. Među kompozicijama naročito su se isticale partizanske i rodoljubne pjesme. Za vrijeme NOB-a skladao je četrdesetak partizanskih pjesama. U lipnju 1945. godine Zbor se vratio u domovinu. Odmah po povratku organizirao je turneju po dalmatinskim gradovima, a prije rasformiranja nastupio je i u Zagrebu, prigodom zasjedanja ZAVNOH-a.
U poslijeratnom periodu u Splitu maestro Hatze vodio je zborove KUD-a Jedinstvo nukleusa amaterskog stvaralaštva u gradu i Dalmaciji, a bio je i njegov počasni doživotni predsjednik.
Stvaralački opus Josipa Hatzea posvećen je vokalnoj i scenskoj glazbi. Lirsko obilježje Hatzeove glazbe vidljivo je u šezdesetak popjevaka. No već njegove kantate Noć na uni (na stihove Huge Badalića) i Exodus (1912.) i Golemi Pan (1917.) na poeziju Vladimira Nazora otkrivaju Hatzeov smisao za dramatiku.
Na ovaj smisao za dramatiku, posebno ukazuje Hatzeova veristička primjena orkestra u obje opere: Povratak (1910.) i Adel i Mara (1932.).
Povratak je priča o hrvatskom seljaku koji je morao otići u tuđinu da bi kod kuće prehranio obitelj. Hatze je dojmljivo dočarao ugođaj skromnoga Badnjaka na slavonskome selu te dramatski uobličio tragičnu ljubavnu priču prosjaka Dake, koja simbolički nagovješćuje dramu što će se za sat odviti u Jelinu domu. Skladatelj je blagom nostalgijom ovio ljubavne prizore, reljefno ocrtao pojedine likove i snažno naglasio dramatiku finala, kada se lome sve sudbine glavnih likova.
Adel i Mara opera je prema spjevu Bijedna Mara Luke Botića, epske pripovijesti iz narodnog života u Dalmaciji u drugoj polovici šesnaestoga stoljeća. Ovo je opera nacionalnog smjera, s glazbeničkom polarizacijom dviju društvenih i etničkih cjelina: dalmatinskom i turskom, mediteranski raspjevana muzička drama, sjajne glazbeno scenske dramaturgije.
Nakon rata Hatze se vratio u Split, gdje je i dalje nastavio umjetničkim radom i stvaralaštvom.
Umro je u rodnom gradu 30. siječnja 1959. godine.
Josip Hatze je prvi i najizrazitiji Mediteranac u hrvatskoj glazbi prve polovine prošloga stoljeća koji je u vokalnoj lirici dostigao vrhunac hrvatskog stvaralaštva na tom području. 
U Splitu u čast ovom velikom hrvatskom skladatelju postoji srednja glazbena škola "Josip Hatze".
Hrvatski skladatelj i akademik HAZU Ruben Radica njegov je unuk.